# Helicobia morionella
Helicobia morionella är en tvåvingeart som först beskrevs av Aldrich 1930.  Helicobia morionella ingår i släktet Helicobia och familjen köttflugor. Inga underarter finns listade i Catalogue of Life.